# Ivo Butini
Ivo Butini (Firenze, 16 agosto 1927 – Firenze, 18 novembre 2016) è stato un politico italiano.

## Biografia
Fu maestro elementare e insegnò occasionalmente al Piccolo Politecnico a Firenze. Iniziò la carriera politica negli anni 1950 come consigliere comunale a Carmignano; nel 1960 lasciò tale incarico, e nel 1962 fu eletto consigliere nazionale. Nel 1963 è divenuto segretario provinciale della DC a Firenze, e nel 1973 ricoprì il ruolo di segretario regionale. Dagli anni 1970 è presidente dell'Istituto Renato Branzi (gestito per suo conto da Isella Verbeni Testori); nel 1979 si dimise dal consiglio regionale della Toscana. Nel 1983 fu eletto senatore, e integrò la commissione permanente della Difesa. Durante la X legislatura fu sottosegretario di stato per l'industria (1988-1989) e per gli affari esterni (1989-1991 e 1991-1992, anche nella XI).